# Swisttal
Swisttal là một đô thị ở huyện Rhein-Sieg, North Rhine-Westphalia, Đức. Swisttal lấy tên từ một con suối tên Swist chảy qua giữa đô thị này.
Swisttal nằm cách 15 km về phía tây của Bonn, thị xã này có diện tích 65 km² (10 km² rừng và 49 km² đất nông nghiệp).

### Các đơn vị cấp dưới
Đô thị này có các đơn vị
- Heimerzheim
- Buschhoven
- Dünstekoven
- Essig
- Ludendorf
- Miel (Swisttal)
- Ollheim
- Odendorf
- Morenhoven
- Straßfeld

và các làng Hohn, Vershoven, Moemerzheim, Muettinghoven. 

### Công viên
Naturpark Kottenforst-Ville, một khu bảo tồn tự nhiên.